# Battaglia di Astroŭna
La battaglia di Astroŭna (o di Ostrovno) fu combattuta tra il 25 ed il 27 luglio 1812, lungo la via che porta da Astroŭna e Vicebsk, tra le forze francesi, comandate dal maresciallo Murat, ed il IV Corpo russo, comandato dal generale Osterman-Tolstoj.

## Contesto storico
In seguito alla decisione dello zar di Russia, Alessandro I, di contravvenire al blocco continentale imposto da Napoleone, le forze imperiali francese ed i loro alleati, coalizzati all'interno della Grande Armée, invasero la Russia, nel tentativo di ottenere il ripristino della precedente linea di condotta.

## Antefatti
Dall'inizio della campagna fino agli ultimi giorni di luglio, l'esercito della Grande Armée si era lanciato in una serie di manovre di avvolgimento, con il chiaro intento di intrappolare alcuni degli eserciti russi e forzarli ad una resa anticipata, come già accaduti nella campagna di Ulma anni prima contro l'Impero asburgico. Il primo di questi tentativi, che prevedeva un accerchiamento attorno a Vilnius, fallì.
Subito dopo, Napoleone tentò nuovamente la manovra, con l'intento di intrappolare nei pressi di Vicebsk l'armata del generale Barclay de Tolly. Con le forze francesi che si muovevano lungo diverse rotte, convergendo su Vitebsk, si ebbero vari scontri. Uno dei più significativi si svolse il 25 luglio vicino a Ostrowno, 30 chilometri a ovest di Vicebsk, quando il 1º Corpo di Riserva di Cavalleria del generale Etienne de Nansouty si scontrò con le forze del generale russo Aleksandr Ivanovič Osterman-Tolstoj.

## La battaglia

### 25 luglio

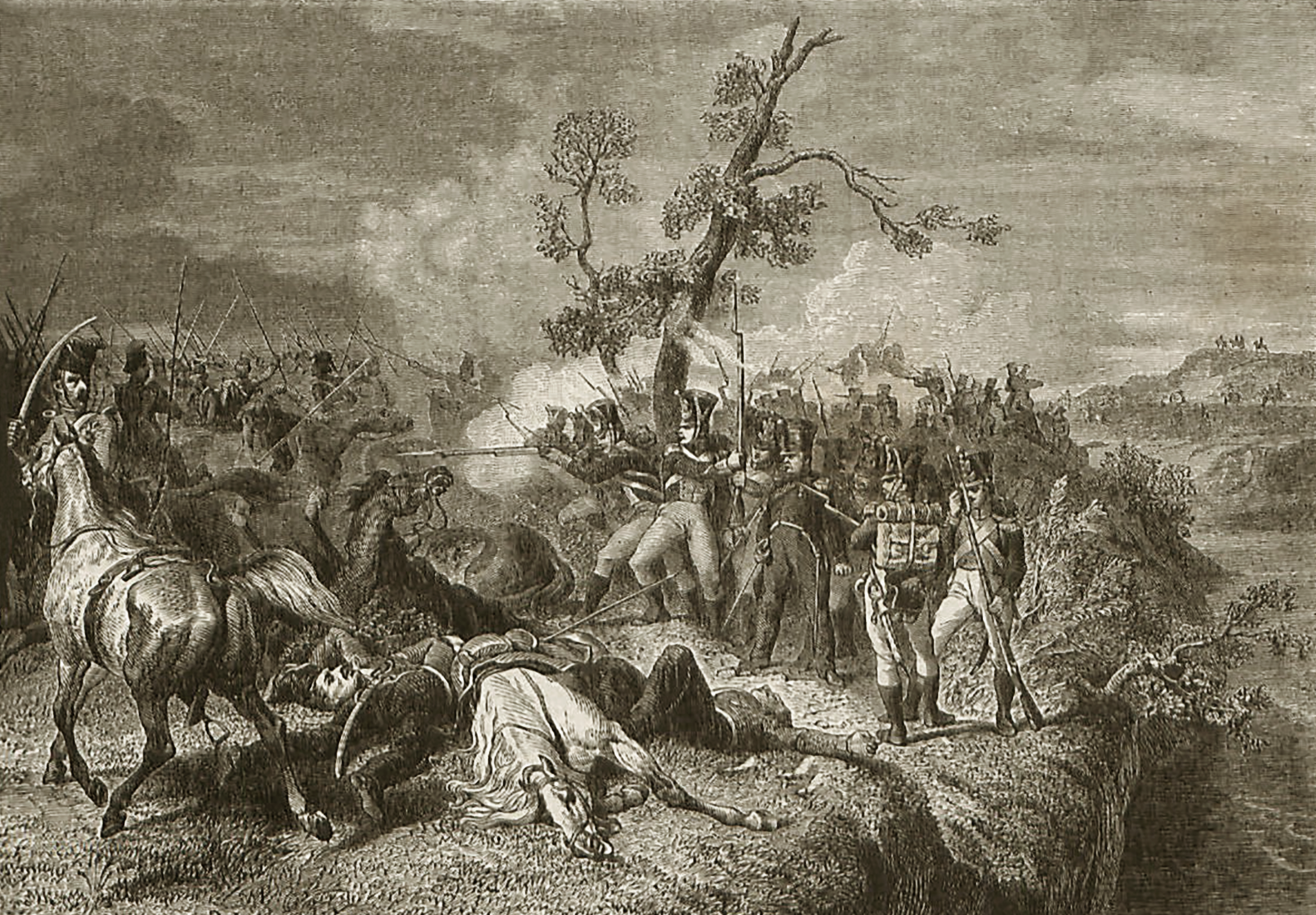
I coscritti parigini a Vicebsk, 1883. Il dipinto rappresenta alcune scene della battaglia di Ostrovno

Seguendo gli ordini di Napoleone, il generale Nansouty prese due delle sue divisioni e si spostò da Budilova verso Ostrovno nelle prime ore del 25 luglio. Nel frattempo, il maresciallo Murat, comandante delle forze francesi in quel settore, stava lasciando il villaggio di Bešankovičy con due battaglioni dell'8º Reggimento di Fanteria leggera per raggiungere Nansouty. A seguito di Murat vi era l'intero IV Corpo del Principe Eugenio di Beauharnais, preceduti dalla divisione del generale Delzons, a sua volta seguito a distanza dalla divisione del generale Broussier.
Prima ancora di incontrare Murat, Nansouty si imbatté nell'avanguardia del IV Corpo russo, più precisamente l'11ª divisione del generale Čoglokov, la 23ª divisione del generale Bachmet'ev, alcuni corpi di cavalleria e 66 cannoni. Nansouty aveva a sua disposizione le divisioni di cavalleria leggera di Bruyères (le brigate Piré, Jacquinot e Nienwiewski) e di cavalleria pesante di Saint-Germain. Nel tentativo di trattenere il nemico, nonostante l'evidente disparità numerica, Nansouty mandò in avanti la brigata di cavalleria leggera Piré: la loro carica causò scompiglio nell'avanguardia russa e riuscirono a prendere 150 prigionieri ed 8 cannoni.
Arrivato sul campo di battaglia con i rinforzi, Murat dispiegò immediatamente i suoi due battaglioni di fanteria leggera, assumendosi personalmente il comando della divisione di corazzieri di Saint-Germain. I dragoni russi attaccarono l'ala destra dello schieramento francese, ma i corazzieri riuscirono a respingerli e a controcaricare. Fu in questa circostanza che Murat comprese la delicata posizione in cui si trovava e inviò un messaggio al generale Delzons, chiedendo di accelerare la marcia verso il campo di battaglia. Numerosi attacchi furono lanciati da Murat, che impiegò anche la brigata Jacquinot e la fanteria, ma i russi resistevano. Finalmente, dopo aver compreso di essere in superiorità numerica, Osterman-Tolstoj lanciò un doppio attacco sulle ali francesi, sperando di riuscire a piegare la loro resistenza e chiudere in una manovra a tenaglia. L'arrivo delle forze fresche di Delzons fece desistere i russi dal proseguire colla manovra. I russi ripiegarono. Vista l'inferiorità numerica e sapendo che la divisione di Broussiers era troppo lontana, Murat decise di non inseguire il nemico.

## Conseguenze
Nonostante i rapporti esagerati di Murat, che riteneva di aver ucciso 4 000 - 5 000 uomini e di averne catturati 700-800, la realtà era che i russi avevano perso circa 2 500 uomini tra morti e feriti. Le perdite francesi non erano molto diverse: 3 000 caduti stimati; il 2º Reggimento di corazzieri aveva sostenuto perdite notevoli (tra cui 187 cavalli) in seguito alle sei ore di bombardamento a cui era stato sottoposto. Inoltre, il generale Roussel era stato ucciso erroneamente da una sentinella francese, che lo aveva scambiato per un soldato russo.

## Nella cultura di massa
Lev Tolstoj fa menzione della battaglia all'interno del suo romanzo Guerra e pace.